# Rupēs di Miranda
Segue una lista delle rupēs presenti sulla superficie di Miranda. La nomenclatura di Miranda è regolata dall'Unione Astronomica Internazionale; la lista contiene solo formazioni esogeologiche ufficialmente riconosciute da tale istituzione.
Le rupēs di Miranda portano i nomi di personaggi e luoghi delle opere di William Shakespeare.

## Prospetto
| Rupes        | Eponimo                                                            | Latitudine | Longitudine | Diametro |
| ------------ | ------------------------------------------------------------------ | ---------- | ----------- | -------- |
| Argier Rupes | Algeri - Luogo natio della strega Sicorace, citata ne La tempesta. | 43,2° S    | 322,8° E    | 141 km   |
| Verona Rupes | Verona - Luogo di Romeo e Giulietta.                               | 18,3° S    | 347,8° E    | 116 km   |